# Sabalan
Sabalan (persky: سبلان Sabalân, ázerbájdžánsky: Sāvālān) je vyhaslý stratovulkán, nacházející se v severním Íránu v provincii Ardabil, nedaleko pobřeží Kaspického moře, asi 160 km východně od Tabrízu. S výškou 4811 m je to druhá nejvyšší íránská sopka (po Damávandu) a třetí nejvyšší hora Íránu. Vulkanická stavba je tvořená převážně andezity s velkým rozpětím 5,6 až 1,4 mil. let. Nejnovější výzkumy posouvají hranici poslední činnosti do mladších dob.

## Přístup
Vrchol je poměrně lehce dostupný, ročně na něj vystoupí stovky amatérských horolezců.